# Der Mann, der sich die Haare kurz schneiden ließ
Der Mann, der sich die Haare kurz schneiden ließ (Originaltitel:  De man die zijn haar kort liet knippen) ist ein belgischer Spielfilm in Schwarzweiß aus dem Jahr 1965 von André Delvaux. Das Drehbuch verfasste er selbst zusammen mit Anna de Pagter. Es basiert auf dem 1947 verfassten gleichnamigen Roman von Johan Daisne. Die Hauptrollen sind mit Senne Rouffaer, Beata Tyszkiewicz, Hector Camerlynck und Annemarie Van Dijk besetzt. Die Uraufführung fand zum Jahresende 1965 im belgischen Fernsehen statt. Zum ersten Mal ins Kino kam der Film am 5. September 1966 in Frankreich. In Deutschland hatte er seine Premiere erst am 21. September 1970 im Programm der ARD.

## Handlung
Govert Miereveld, Lehrer an einem belgischen Mädchengymnasium, ist alles andere als ein Held, nämlich das, was als hinderlich in der Leistungsgesellschaft gilt: Er ist ein Grübler und ein Erfolgloser im Beruf, einer, der nicht vergessen kann, einer, dem es Mühe macht, über Hemmnisse flott hinwegzugehen, auch einer, der sich durch distanzierte Sicht seiner Umwelt nicht so recht überall einfügen kann.
Dieser Mann hat sich in eine seiner Schülerinnen verliebt, traut sich jedoch nicht, ihr seine Gefühle zu gestehen. Fran Veerman – so der Name des Mädchens – verlässt nach der Abschlussprüfung die Schule; der Lehrer verliert sie aus den Augen. Nach etlichen Jahren – Govert Miereveld ist inzwischen aus Lethargie über die verlorene Liebe zum Gerichtsdiener abgesackt – treffen sich die beiden per Zufall wieder. Die einstige Schülerin gesteht, auch ihn geliebt zu haben. Jetzt jedoch sei es zu spät: Das Idealbild, das er sich von ihr gemacht habe, bestehe nicht mehr. Das Einzige, was er für sie tun könne, sei, ihrem unglücklichen Leben ein Ende zu machen. Der Mann schießt in der Tat auf sie, ohne sie zu töten. Folgerichtig endet der introvertierte Protagonist hernach in einer Nervenklinik, mit kurz geschorenen Haaren und zufrieden als Gärtner werkend. „Ich habe mit Gefühlen gelebt“, zieht er das resignierende Resümee seines Lebens, „und Gefühle sind zerbrechlich. Ich muss jetzt mit Gedanken leben.“

## Kritik
Das Lexikon des internationalen Films zieht folgendes Fazit: „Erstlingswerk eines ehemaligen Professors für Literaturgeschichte: das sehr einfühlsam und intelligent gestaltete Psychodrama analysiert die Krise eines übersensiblen Menschen.“ Auch der Evangelische Film-Beobachter zeigt sich voll des Lobes: „Intelligenter und sensibler belgischer Film, der die Geschichte eines Scheuen und im Beruf Erfolglosen mit erheblicher künstlerischer Kraft bewältigt. Ab 18 zu empfehlen.“

## Weblink
- Der Mann, der sich die Haare kurz schneiden ließ bei IMDb